# Doliops bitriangularis
Doliops bitriangularis là một loài bọ cánh cứng trong họ Cerambycidae.